# GLADIATOR 025 in OSAKA
GLADIATOR 025 in OSAKAは、日本の総合格闘技団体「GLADIATOR」の大会の一つ。
2024年3月3日、大阪府豊中市の176BOXで開催された。

## 大会概要
本大会のメインイベントはGLADIATORライト級暫定王者決定戦、田中有×ジョン・ハングクの一戦が組まれた。昨年12月9日に開催されたGLADIATOR 024 in OSAKAにて、挑戦者決定戦でグスタボ・ウーリッツァーを下した田中が、同級王者の佐々木信治への挑戦をアピールしていたが、タイトルマッチは実現せず。そこで田中が暫定王座決定戦に臨むこととなった。また、今年2月16日のGLADIATOR CHALLENGER SERIES01「BANG vs KAWANA II」からスタートしたフライ級トーナメント準々決勝3試合も組まれている。

## 試合結果
オープニングファイト アマチュアGLADIATOR フライ級 3分2R
○  ルキヤ vs.  岩田虎之助 ×
1R 0:22 KO
第1試合 フェザー級 5分2R
○  髙橋惺哉 vs.  田口翔太 ×
2R 2:29 KO
第2試合 ライト級 5分2R
○  磯嶋祥蔵 vs.  八木敬志 ×
判定3-0
第3試合 フライ級 5分2R
○  田中義基 vs.  澤田政輝 ×
1R 4:46　TKO
第4試合 フライ級 5分2R
○  宮川日向 vs.  八木祐輔 ×
1R 3:39　TKO
第5試合 バンタム級 5分2R
○  吉田開威 vs.  土本暉弘 ×
判定3-0
第6試合 フェザー級 5分2R
○  水野翔 vs.  福田泰暉 ×
判定3-0
第7試合 バンタム級 5分3R
○  上荷大夢 vs.  藤原克也 ×
2R 2:19　リアネイキドチョーク
第8試合 フェザー級 5分3R
○  ハンセン玲雄 vs.  桑本征希 ×
判定3-0
第9試合 フライ級 5分3R
○  チハヤフル・ズッキーニョス vs.  石田拓穂 ×
1R 0:53 KO
第10試合 GLADIATORフライ級トーナメント準々決勝 5分3R
○  イ・スンチョル vs.  ツェルマー・オトコンバヤル ×
2R 4:58 TKO
第11試合 GLADIATORフライ級トーナメント準々決勝 5分3R
○  オトコンバートル・ボルドバートル vs.  久保健太 ×
2R 3:12 ギロチンチョーク
第12試合 GLADIATORフライ級トーナメント準々決勝 5分3R
○  NavE vs.  藤沢彰博 ×
2R 2:26 TKO
第13試合 GLADIATORライト級暫定王座決定戦 5分3R
―  ジョン・ハングク vs.  田中有 ―
1R 1:46 ノーコンテスト
ジョン・ハングクが計量オーバーのためイエローカード2枚でスタートに。さらに田中が勝利したのみ暫定王者となり、ジョン・ハングクが勝利した場合はノーコンテストとなる変則タイトルマッチとして開催された。結果、ジョン・ハングクが田中にカーフスライサーを極めて勝利したため、試合結果はノーコンテストとなっている。

### ザ・ワンTV ファイトボーナス
オトコンバートル・ボルドバートル ※70万円
イ・スンチョル ※20万円
チハヤフル・ズッキーニョス ※10万円